# 고이도역
고이도역(일본어: 五位堂駅)은 일본 나라현 가시바시에 위치한 긴키 닛폰 철도 오사카 선의 철도역이다. 역 번호는 D 23이며, 상대식 승강장 2면 2선의 구조를 갖춘 지상역이다.

## 타는 곳
| 1 · 2 | D 오사카 선 | 하행 | 야마토타카다 · 야마토야기 · 하이바라 · 이세시마 · 나고야 방면                             |
| 3 · 4 | D 오사카 선 | 상행 | 가와치코쿠부 · 후세 · 오사카우에혼마치 방면 · 오사카난바 · 아마가사키 · 고베산노미야 방면 |

## 이용 현황
| 연도   | 1일 평균 승차 인원 |
| ------ | ------------------ |
| 1995년 | 11,554             |
| 1996년 | 11,723             |
| 1997년 | 11,751             |
| 1998년 | 11,995             |
| 1999년 | 12,397             |
| 2000년 | 12,448             |
| 2001년 | 12,633             |
| 2002년 | 12,808             |
| 2003년 | 13,128             |
| 2004년 | 12,933             |
| 2005년 | 13,059             |
| 2006년 | 13,365             |
| 2007년 | 13,476             |
| 2008년 | 13,601             |
| 2009년 | 13,380             |
| 2010년 | 13,469             |
| 2011년 | 13,490             |
| 2012년 | 13,459             |
| 2013년 | 13,897             |

## 역 주변
- 기오 대학

## 인접 역
| 긴키 닛폰 철도 D 오사카 선             | 긴키 닛폰 철도 D 오사카 선        | 긴키 닛폰 철도 D 오사카 선         |
| -------------------------------------- | --------------------------------- | ---------------------------------- |
| D04 쓰루하시 오사카우에혼마치 방면     | ■ 쾌속급행                        | 야마토타카다 D25 이세나카가와 방면 |
| D18 가와치코쿠부 오사카우에혼마치 방면 | ■ 급행                            | 야마토타카다 D25 이세나카가와 방면 |
| D22 긴테쓰시모다 오사카우에혼마치 방면 | ■ 준특급 · ■ 구간 준특급 · ■ 보통 | 쓰키야마 D24 이세나카가와 방면     |